# Terry Anderson
Terry C. Anderson (född 10 januari, 1955 i Eastover, South Carolina) var en spelare av amerikansk fotboll. Han spelade som wide receiver på planen i NFL. Han spelade för lagen Miami Dolphins, Washington Redskins, och San Francisco 49ers. Han spelade college fotboll för Bethune-Cookman College.